# أل يونغ (مدرس)
أل يونغ (بالإنجليزية: Al Young)‏ هو مدرس أمريكي، ولد في 28 أبريل 1946 في ويتير في الولايات المتحدة.